# Rhabditis oxycerca
Rhabditis oxycerca is een rondwormensoort uit de familie van de Rhabditidae. De wetenschappelijke naam van de soort is voor het eerst geldig gepubliceerd in 1952 door Osche.